# Bernhard Baunsgaard
Bernhard Severin Baunsgaard (født 26. januar 1918 i Slagelse, død 3. januar 1996) var en dansk politiker for Det Radikale Venstre og rektor. Han var storebror til statsminister Hilmar Baunsgaard. 

## Skolemand
Baunsgaard blev cand.mag. fra Københavns Universitet i 1947. Han var formand for Gymnasieskolernes Lærerforening 1959-1964 og rektor for Marselisborg Gymnasium 1964-1972.

## Politiker
Baunsgaard var næstformand for Radikal Ungdoms Landsforbund 1951-1953 og radikalt folketingsmedlem for Århus Amt 1966-1988. Han var formand for den radikale folketingsgruppe 1968-1970 og statsrevisor fra 1975. Som politiker beskæftigede Bernhard Baunsgaard sig især med kultur-, rets- og skattepolitikken. 
1984 fik han sin parlamentariske immunitet ophævet, da han skulle sigtes for manglende agtpågivenhed i trafikken med trafikulykke til følge.

## Udgivelser
Bernhard Baunsgaard har skrevet artikler om historiske og pædagogiske emner. Han var desuden medudgiver af historiske værker.